# Niemcy (dramat)
Niemcy – dramat autorstwa Leona Kruczkowskiego (I wyd. – 1949). 
Uważany za najlepszą z jego sztuk scenicznych. W czasach PRL lektura szkolna; wielokrotnie wystawiany. Pierwotny tytuł dzieła brzmiał: „Niemcy są ludźmi”. Autor, powodowany względami propagandy stalinowskiej, do trzech aktów dramatu dopisał epilog – niepublikowany po 1955. W późniejszych wydaniach „Niemców”, już po śmierci Kruczkowskiego, usunięto też z oryginalnego tekstu słowa Joachima Petersa (wypowiedziane podczas nalotu bombowego) – „Churchill posyła na Niemcy swoje samoloty, ale to nie jest przyjaciel wolności”.

## Świat przedstawiony

### Miejsce akcji
- Okupowane państwa: Polska, Norwegia, Francja.
- Niemieckie miasto Getynga.

### Czas akcji
- Okres II wojny światowej.
- Rok 1943, koniec września.
- Epilog – zima 1948–1949.

### Bohaterowie
- Willi Sonnenbruch – bezwzględny niemiecki SS-mann służący w okupowanej Norwegii, syn profesora, mocno związany z matką
- Profesor Walter Sonnenbruch – niemiecki biolog
- Ruth Sonnenbruch – córka profesora, artystka, podróżująca po „niemieckiej Europie”, pomogła uciec Joachimowi
- Liesel Sonnenbruch – wdowa po Eryku, starszym synu profesora, donosi na Ruth, zwolenniczka Hitlera
- Berta Sonnenbruch – żona profesora, gorliwa nazistka, mocno związana z synem Willim
- Joachim Peters – przyjaciel profesora i jego były asystent, komunista, przeciwnik rządów totalitarnych i zła na świecie
- Hoppe – żandarm niemiecki w Generalnej Guberni
- Heini – syn Hoppego
- Schultz – młynarz, który przyprowadził żydowskie dziecko
- Juryś – polski przyjaciel Hoppego
- Marika – kochanka Williego
- pani Soerensen – krawcowa Mariki
- Antoni – służący profesora
- Fanchette – francuska dziewczyna, której ojciec ma zostać powieszony
- Tourterelle – wujek Fanchette
- Chaimek – dziecko żydowskie, 12 lat

## Opis fabuły

### Akt I
Jest rok 1943, koniec września. W okupowanej Polsce pracuje żandarm Hoppe. Młynarz Schultz przyprowadził właśnie na posterunek znalezionego żydowskiego chłopca, którego żandarm, na mocy nazistowskiego prawa, musi zastrzelić. Jako że semickie dziecko przypomina mu własnego syna, Hoppe waha się. Szuka sposobu na uwolnienie chłopca, ale gdy spostrzega, że po wyjściu młynarz nadal obserwuje posterunek, odbiera to jako groźbę denuncjacji. Daje dziecku jabłko dla odwrócenia uwagi, jednak po chwili wyprowadza go na tył budynku i zabija. Usprawiedliwia się przed Jurysiem stwierdzeniem, że „sumieniem niemieckiego człowieka jest drugi niemiecki człowiek”.
W okupowanej Norwegii pracuje Untersturmführer Willi Sonnenbruch. Szykuje się on do wyjazdu na jubileusz pracy naukowej ojca. Przychodzi do niego jego kochanka Marika, która prosi o rozpatrzenie sprawy swojej krawcowej – pani Soerensen. Kobieta chce się dowiedzieć, co się stało z jej aresztowanym synem z pierwszego małżeństwa, Christianem Fönsem. Willi wie, że Föns został zastrzelony, ale – by przyjąć od pani Soerensen łapówkę, w formie sprzedanego mu za bezcen kosztownego srebrnego naszyjnika, który ma być prezentem dla jego matki – bez skrupułów kłamie, że więzień uciekł.
W okupowanej Francji do oberży wchodzi Ruth Sonnenbruch z zalecającym się do niej niemieckim oficerem. Gości ich tam pan Tourterelle wraz z młodą dziewczyną Fanchette, która od początku wydaje się Ruth podejrzana. Gdy artystka dowiaduje się o tym, że dziewczyna jest zobowiązana do uczestniczenia w egzekucji 7 uczestników francuskiego ruchu oporu (w tym własnego ojca), decyduje się pójść tam zamiast Francuzki.

### Akt II
Na jubileuszu 30-lecia pracy seniora rodu, profesora Waltera Sonnenbrucha, spotyka się cała rodzina. Profesora odwiedzają też znajomi, taki jak dawny woźny, żandarm Hoppe ze swoim 13-letnim synem. Gdy biolog podaje synowi gościa jabłko, żandarm przypomina sobie owoc, który dał żydowskiemu chłopcu, zanim go zastrzelił, po czym pospiesznie wychodzi. Niespodziewanie w domu Sonnenbruchów pojawia się Joachim Peters – najzdolniejszy i ulubiony uczeń profesora, jednocześnie antyfaszysta, który 4 dni wcześniej uciekł z obozu. Początkowo profesor go nie poznaje. Po chwili Willi demaskuje Petersa i chce dzwonić na policję, jednakże Ruth go powstrzymuje.

### Akt III
Rodzina Sonnenbruchów wyjeżdża z domu, natomiast ich służący, Antoni, ma go pilnować. W Getyndze wyją syreny i jest alarm lotniczy, córka profesora, Ruth wykorzystuje okazję i jedzie swoim mercedesem do domu. Rozmawia z Petersem, daje mu jedzenie i ukrywa go w swoim pokoju. Niespodziewanie przyjeżdżają pozostali członkowie rodziny. Rozmawiają. Liesel, wdowa po Eryku, nie konsultując się z nikim, zawiadomiła policję. Gdy przyjeżdżają urzędnicy policyjni, Ruth wyjawia im, że zawiozła zbiega na pole campingowe, oddalone 8 mil od Getyngi. Jedzie z nimi tam również Willi. Profesor postanawia przejść się po ogrodzie. Pod osłoną nocy rozmawia ze zbiegiem.

## Kontrowersje na temat autorstwa
Istnieją podejrzenia, że Kruczkowski wykorzystał rękopis dramatu Sie sind Jude? autorstwa Emila Zegadłowicza.